# Port lotniczy Makurdi
Port lotniczy Makurdi (IATA: MDI, ICAO: DNMK) – port lotniczy położony w Makurdi, w stanie Benue, w Nigerii.